# 台灣經貿網
台灣經貿網是由中華民國經濟部國際貿易局委託中華民國對外貿易發展協會於2002年設立的B2B經貿入口網站。
該網站整合國內外商情，以雜誌、電子報、對外展覽及拓銷團等方式提供臺灣企業的商機刊登及交換，並整理成商機資料庫，同時透過經濟部暨外貿協會分佈於全球駐外單位，收集國外企業的商情及資訊，因此定位為「臺灣貿易整合總入口網站」。網站共14語系，除中、英、日文之外，亦包含簡體中文、西文、葡文、越南文、印尼文、土耳其文、阿拉伯文等各國語系版本。

## 網站內容
- 商機資訊 （页面存档备份，存于）：包括大型買主採購網及採購資訊網等，即時將採購洽談及視訊採購洽談等訊息提供給台灣企業。其中大型買主採購網的成立目的為，針對年採額1,000萬美金以上之大型國際採購買主，為其建立中文網站並提供台灣經貿網會員供應商名單，協助台灣企業取得大型國際採購商機。
- 企業網站 （页面存档备份，存于）：會員可於網站中建立個人企業專用的網站，刊登企業資料、新產品、新聞等資訊，以英語、繁中、簡中、日語、阿文等13語網站呈現，資訊同時匯入資料庫搜尋系統達成商機交流的功能，並可透過PayPal、線上刷卡、支付寶、財付通等線上金流機制，進行線上小額交易或接收樣品訂單（iDealEZ買賣旺服務 （页面存档备份，存于））。
- 經貿資訊、新聞提供 （页面存档备份，存于）：網站上刊載重要的經貿資訊、新聞等消息，同時利用繁中電子報、英文及簡中客製化訂閱信，定期配送予國內供應商及國外買主，提供最新商情、活動資訊、商機資訊、產業動態及會員廠商新產品等內容。

## 相關新聞
- iDealEZ買賣旺簡介-即刻開店搶商機 （页面存档备份，存于） （繁體中文）
- 台灣經貿網3寶 助攻全球市場 （页面存档备份，存于） （繁體中文）
- 貿局、貿協找業者掛保證：下次還要去 （页面存档备份，存于）（繁體中文）
- 面板產業鏈 兩岸整合互利雙贏[永久]（繁體中文）
- 外貿協會安排16家廣西企業赴台中採購1.7億美元商機 （页面存档备份，存于）（繁體中文）
- 外貿協會拓展中東市場有成（繁體中文）
- 中東歐市場 台商獲36億採購商機（繁體中文）
- 天津台灣名品博覽會落幕 參觀人潮破50萬（繁體中文）

## 外部連結
- 中華民國對外貿易發展協會（页面存档备份，存于）（英文）（繁體中文）
- Taiwantrade.com（页面存档备份，存于）（英文）
- 台灣經貿網 （页面存档备份，存于）（繁體中文）
- https://jp.taiwantrade.com/（页面存档备份，存于）（日語）
- iDealEZ買賣旺線上交易服務 （页面存档备份，存于） （英文）